# PROBA-2
PROBA-2 (Project for On Board Autonomy) è il secondo satellite della serie PROBA dell'Agenzia Spaziale Europea nel In‑orbit Technology Demonstration Programme (Programma dimostrativo di tecnologie in orbita), che si prefigge lo scopo di testare nuove tecnologie che permettano, ai futuri satelliti scientifici, di sfruttare i benefici dell'on-board autonomy, cioè la capacità di effettuare numerose operazioni in completa autonomia riducendo drasticamente le operazioni da terra.

## Obiettivi
Gli obiettivi di Proba-2 sono, similarmente a quelli di PROBA-1 :
- dimostrazione e valutazione in orbita di nuove tecnologie hardware e software per veicoli spaziali
- dimostrazione e valutazione in orbita di autonomia operativa del satellite
- test e dimostrazioni in orbita di strumenti per l'osservazione della Terra e dell'ambiente spaziale

In particolare sono presenti 17 nuove tecnologie da provare e 4 esperimenti scientifici.

## Lancio
Il satellite è stato lanciato in orbita il 2 novembre 2009 dal Cosmodromo di Pleseck tramite un razzo Rokot, su cui era installato come carico secondario nel lancio che ha messo in orbita anche il satellite SMOS.

## La strumentazione
Nonostante le sue ridotte dimensioni (60x60x80 cm e 94 kg di peso) Proba-2 incorpora tecnologie d'avanguardia che gli permettono in un'unica orbita di acquisire immagini in 5 angolazioni diverse, di un'area ben definita della superficie terrestre pari a 18,5 km, in ben 19 diverse bande spettrali.